# Bulwar Kurlandzki w Krakowie
Bulwar Kurlandzki – zabytkowa budowla hydrotechniczna o funkcji przeciwpowodziowej w Krakowie, biegnąca wzdłuż Wisły, pierwotnie przewidywana również do funkcji pomocniczych nabrzeży portowych. Składa się głównie z murów oporowych (górnego, wysokiego, oraz dolnego, ujmującego koryto rzeki i tworzącego nabrzeże przeładunkowe). W linii górnych murów znajdują się murowane schody dla pieszych oraz brukowane pochylnie do komunikacji kołowej; bocznice kolejowe na poziomie dolnym nie zachowały się. Bulwar Kurlandzki wraz z innymi bulwarami w mieście oraz wałami w granicach Krakowa tworzyły skuteczne zabezpieczenia przed powodzią, co wykazały doświadczenia wielkich powodzi, między innymi w 1970, 1997 i 2010 roku.

## Opis
Bulwar Kurlandzki rozciąga się nad zakolem Wisły między mostami Józefa Piłsudskiego a mostem kolejowym na linii średnicowej w Zabłociu, na terenie Kazimierza w dzielnicy I. Na terenie bulwaru znajdują się pozostałości nieistniejącego już Mostu Podgórskiego, łączącego Kazimierz z wówczas osobnym miastem – Podgórze.
Bulwar Kurlandzki stanowi obiekt techniki urbanistycznej na trasie Krakowskiego Szlaku Techniki utworzonego 6 kwietnia 2006. Prowadzi nim także rekreacyjna Wiślana Trasa Rowerowa – część europejskiego szlaku rowerowego EuroVelo 4.
Bulwar wraz z przyległymi fragmentami wałów Wisły, wtórnie uzyskały funkcję i status obszarów parkowych, stanowiąc obecnie popularne miejsce rekreacyjno-wypoczynkowe dla mieszkańców i turystów. Prowadzą nim alejki spacerowe i drogi rowerowe.
Bulwar ten, poprzecinany licznymi alejkami spacerowymi, stanowi głównie obszar trawiasty, łagodnie schodzący ku Wiśle.

## Historia
Bulwar Kurlandzki powstał na początku XX wieku. Do 1936 roku na terenie bulwaru znajdował się Most Podgórski, łączący go z bulwarem Podolskim (Miastem Podgórze). Po zburzeniu mostu, na terenie Bulwaru Kurlandzkiego pozostawiono po nim przyczółki. W latach 2009–2010 w miejscu dawnego mostu wybudowano Kładkę Ojca Bernatka. W 2010 roku w okolicach bulwaru odsłonięto rzeźbę „Puryfikacja”.

13 czerwca 2011 roku wraz z innymi bulwarami wiślanymi, bulwar Kurlandzki został wpisany do rejestru zabytków nieruchomych.

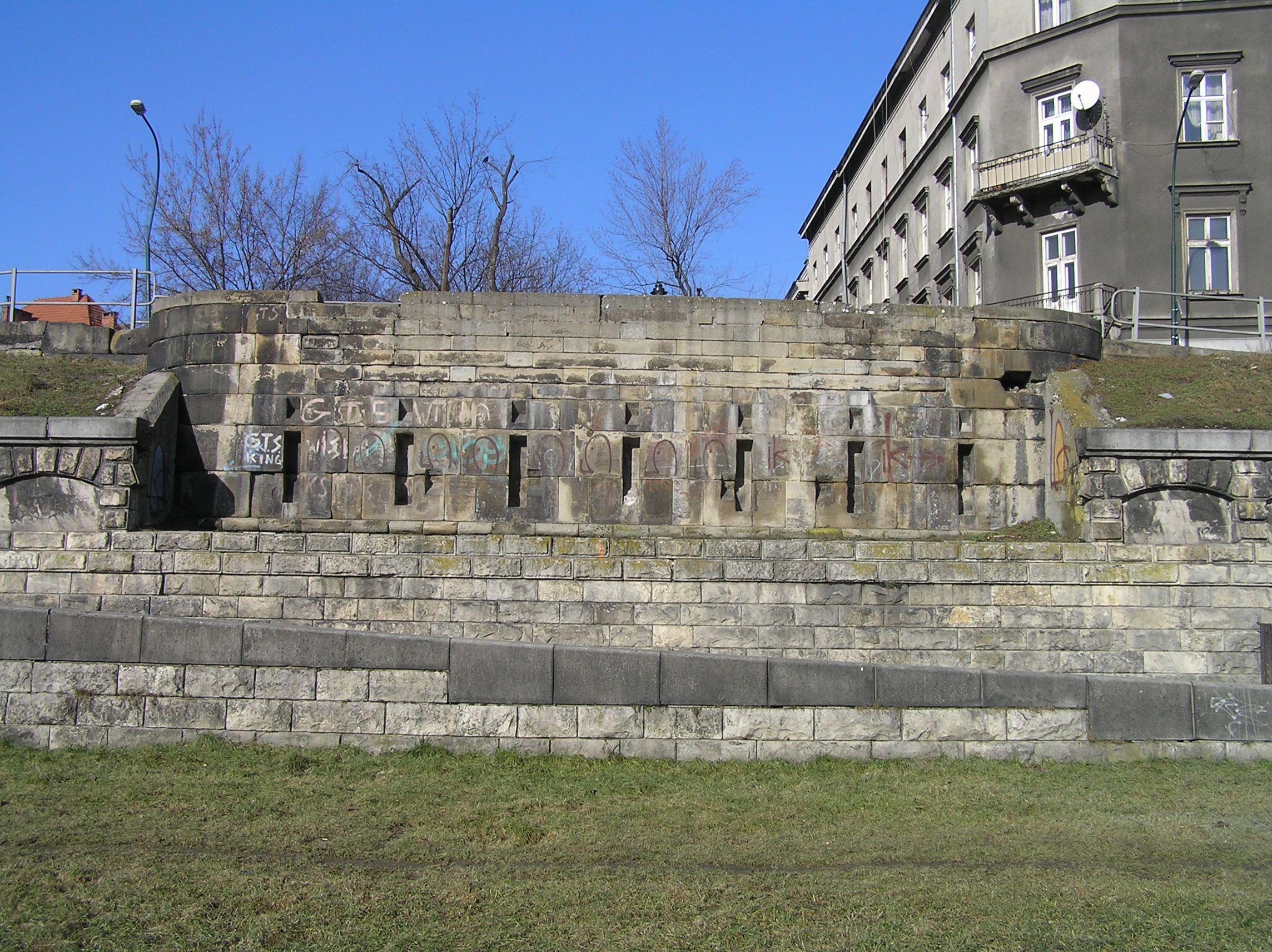
Zachowany przyczółek mostu przed budową kładki ojca Bernatka (2008)
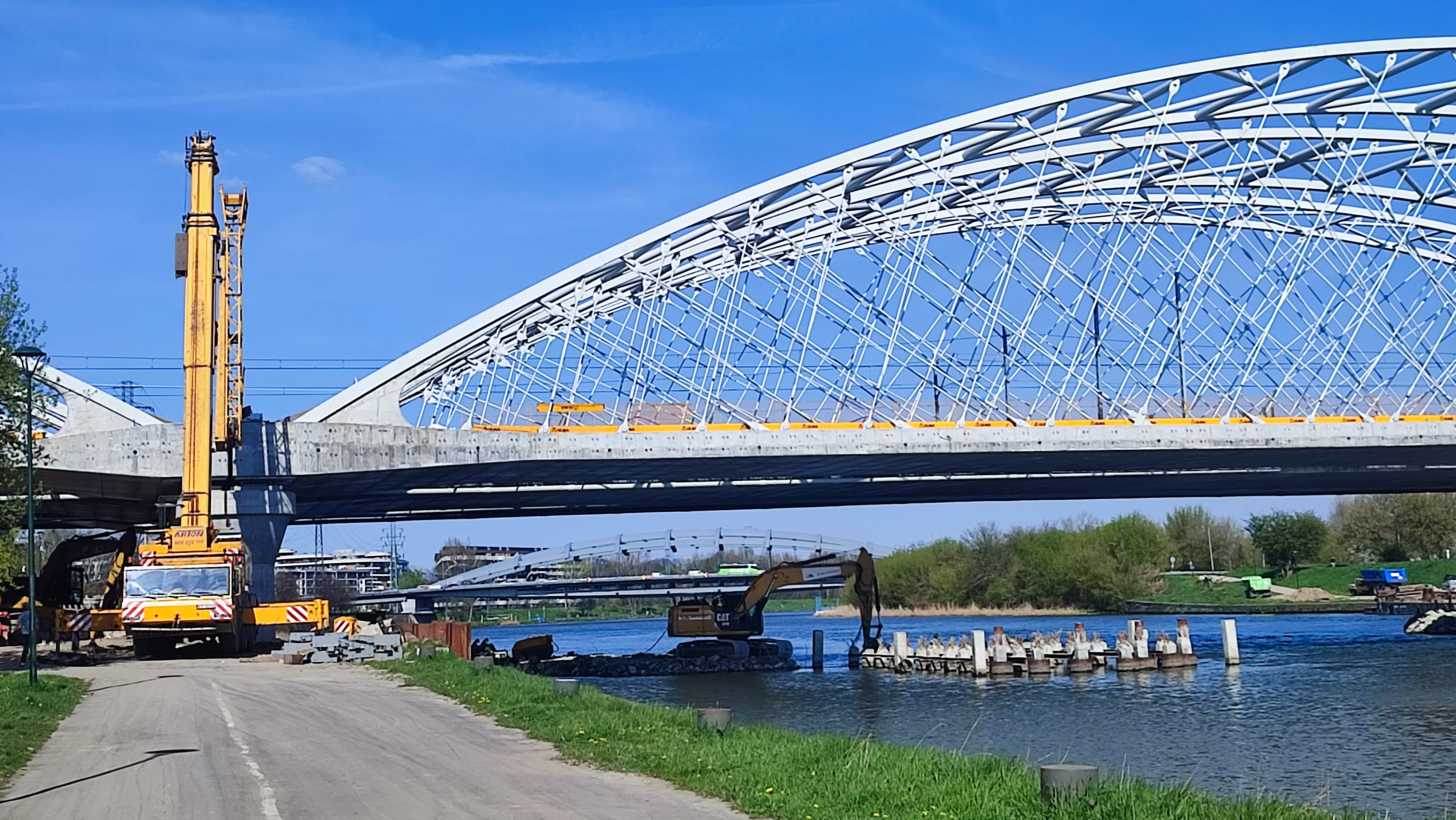
Bulwar w okolicach Mostu kolejowego na linii średnicowej